# Blhovce
Blhovce és un poble i municipi d'Eslovàquia. Es troba a la regió de Banská Bystrica.

## Història
La primera menció escrita de la vila es remunta al 1240.

## Demografia
| Godina             | 1994 | 2004   | 2014   | 2024   |
| ------------------ | ---- | ------ | ------ | ------ |
| Nombre de persones | 785  | 816    | 798    | 781    |
| Diferència         |      | +3,94% | −2,20% | −2,13% |

| Godina             | 2023 | 2024   |
| ------------------ | ---- | ------ |
| Nombre de persones | 783  | 781    |
| Diferència         |      | −0,25% |